# Бугарщиця

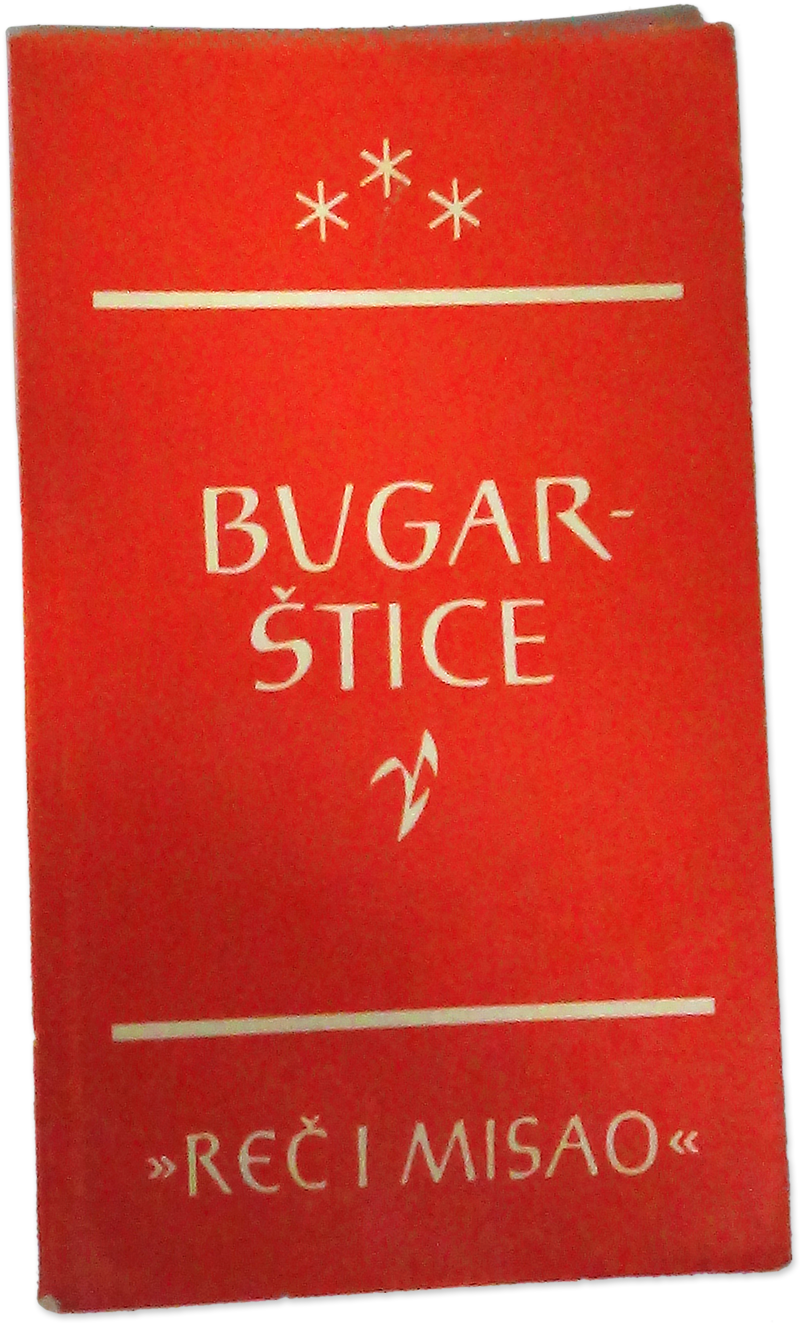
Югославське видання 1969 р.

Бугарщиця (хорв. bugarštica) — епічна народна пісня, яка виконується сербсько-хорватською мовою переважно у Далмації. Вона має розмір до 15 — 16 складів, співається з хором або без нього.
Походження назви до кінця не з'ясоване — найчастіше її пов'язують з етнонімом «болгарин», дієсловом bugariti (укр. сумно співати) та прикметником з латинської мови vulgaris, що означав народні пісні. Вперше зустрічається у хорватського поета Петара Гекторовича до двох його пісень 1566 року, у 16—17 століттях зустрічалися переважно у Середній та Південній Далмації. У 18 столітті традиція виконання цих пісень припинилася, відновившись у 19 столітті.